# فتحي الجهمي
فتحي الجهمي (4 أبريل 1941 - 21 مايو 2009) هو ناشط ليبي في مجال حقوق الإنسان والحريات العامة، طالبت كوندوليزا رايس بإطلاق سراحه من الحبس الانفرادي.
واعتقل الجهمي أول مرة عام 2002 بعدما انتقد معمر القذافي ودعا إلى إجراء انتخابات علنية وإلى حرية الصحافة والإفراج عن السجناء السياسيين. وأفرج عن الجهمي بعدها لكنه اعتقل مرة أخرى في مارس 2004 بعدما انتقد معمر القذافي مجددا. توفي في العاصمة الأردنية عمان في مايو 2009.